# خوان أمات
خوان أمات (بالإسبانية: Juan Amat)‏ هو لاعب هوكي الحقل إسباني، ولد في 10 يوليو 1946 في تاراسا في إسبانيا.

## وصلات خارجية
- خوان أمات على موقع اللجنة الأولمبية الدولية (الإنجليزية)
- خوان أمات على موقع أوليمبيديا (الإنجليزية)
- خوان أمات على موقع اللجنة الأولمبية الإسبانية (الإسبانية)